# FN P90
Pour les articles homonymes, voir P90.
Le FN P90 (pour « Fabrique Nationale Projet 90 », prononcé « P-nonante» et [p-nɔ.nɑ̃t] phonétiquement) est un pistolet mitrailleur de conception belge fabriqué par la FN Herstal.
Cette arme présente des caractéristiques techniques novatrices par rapport aux autres fusils d'assaut, notamment sa petite taille et sa très forte cadence de tir.
Le P90 est utilisé par les armées et forces de polices de plus de 40 pays, dont la Belgique, l'Autriche, le Brésil, le Canada, la France, la Grèce, l'Inde, la Malaisie, la Pologne et les États-Unis.
Bien que développé et vendu initialement en tant que Arme de défense personnelle (PDW), il peut être considéré comme un pistolet-mitrailleur ou un fusil d'assaut compact.

## Conception
Dans les années 1980, pour répondre aux besoins des militaires et des policiers qui, dans la grande majorité, emploient des générations d'armes créées il y a 20 ou 30 ans et qui utilisent généralement la munition 9 × 19 mm Parabellum peu puissante, les ingénieurs de la firme belge Fabrique Nationale Herstal, inspirés par le Hill H15, ont proposé une conception futuriste rompant avec les schémas établis jusqu'alors par les modèles précédents.
La gestation du P90, qui suivait le chemin tracé précédemment par d'autres groupes de travail, commença avec l'étude d'une taille réduite et d'une grande puissance de feu. Pour atteindre le premier objectif, on étudia de nouveaux matériaux pour finir par adopter des dérivés de polymère plastique qui avaient déjà été retenus pour d'autres armes.

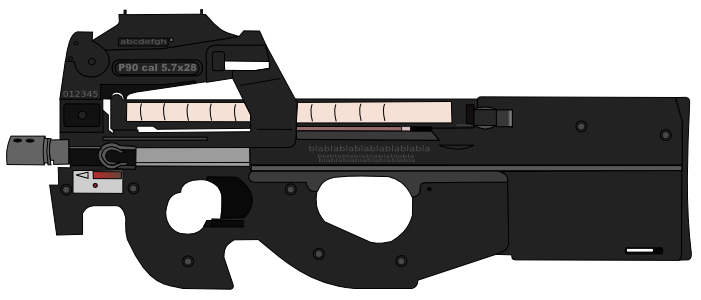
Vue de profil du FN P90.

On adopta une disposition « bullpup » pour réduire la taille globale et le chargeur fut intégré à la partie supérieure pour éviter qu'il gêne les mouvements du tireur. Pour alimenter le chargeur, une nouvelle munition fut mise à l'étude afin de fournir des prestations sensiblement supérieures à celles employées jusqu’à présent. Les premiers travaux commencèrent à proprement parler au milieu de l'année 1986.
L'arme fut l'une des premières à être conforme aux concepts de APDW (Advanced Personal Defense Weapon) et non simplement PDW. Ce concept de APDW provient du document Small Arms Strategy 2000 qui indique la ligne à suivre en ce qui concerne l'évolution des armes militaires à l'aube du XXIe siècle. Ce document a été sollicité par l'école d'infanterie de l'armée de terre américaine de Fort Benning. Il vise au développement d'armes ayant la dimension d'un pistolet mitrailleur mais néanmoins capable de défaire une cible équipée d'un casque et d'une veste pare-éclat à 200 mètres.
L'application de nouvelles technologies pour la conception et la capacité industrielle de la firme permirent l'aboutissement rapide du « projet 90 », comme on l'appelait au sein de l'usine belge. Les premiers exemplaires furent présentés à la presse mondiale, lors d'une journée de démonstration qui eut lieu le 6 octobre 1990 sur le champ de tir de Zutendaal, sous le nom de « LISA (Leader In Small Arms)'90 ».
Le P90 a été adopté par de nombreuses unités des forces spéciales et notamment par le Special Forces Group (SFG) en Belgique et le GIGN en France, ainsi que le PAB de la police de Liège.

## Caractéristiques techniques

### Des caractéristiques novatrices

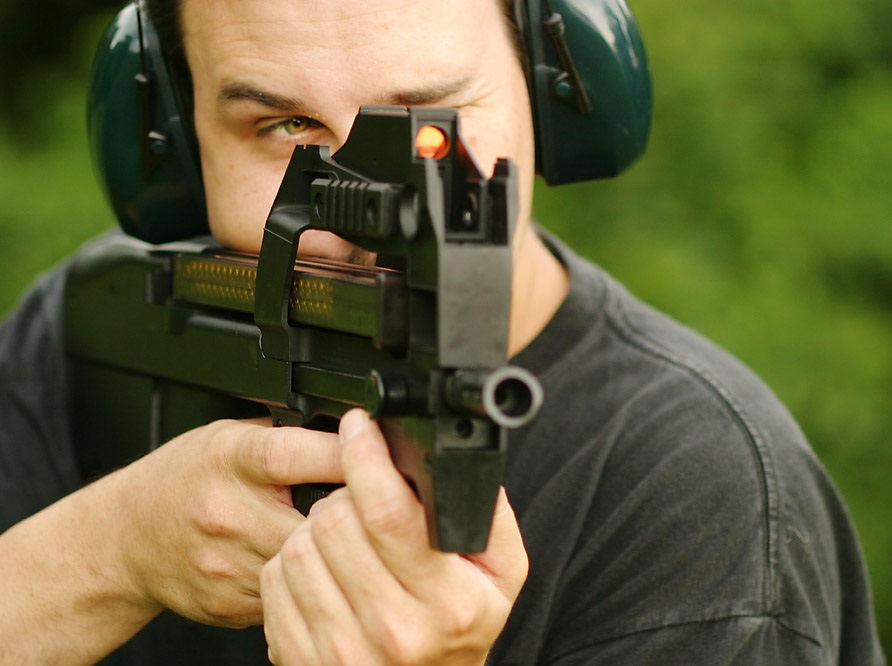
Un homme pointant un FN P90.

Avec une longueur de 505 mm, une hauteur de 210 mm, une épaisseur de 55 mm et un poids de 2,8 kg avec chargeur garni de 50 cartouches, le P90 présente les dimensions significatives d'un pistolet mitrailleur,.
Toutefois, son architecture bullpup lui offre une longueur comparativement plus courte que des pistolets mitrailleurs de conception classique comme le MP5. Celui-ci présente une longueur comparable à la condition d'avoir la crosse pliée, ce qui interdit alors de l'épauler et limite sa précision et sa portée pratique.

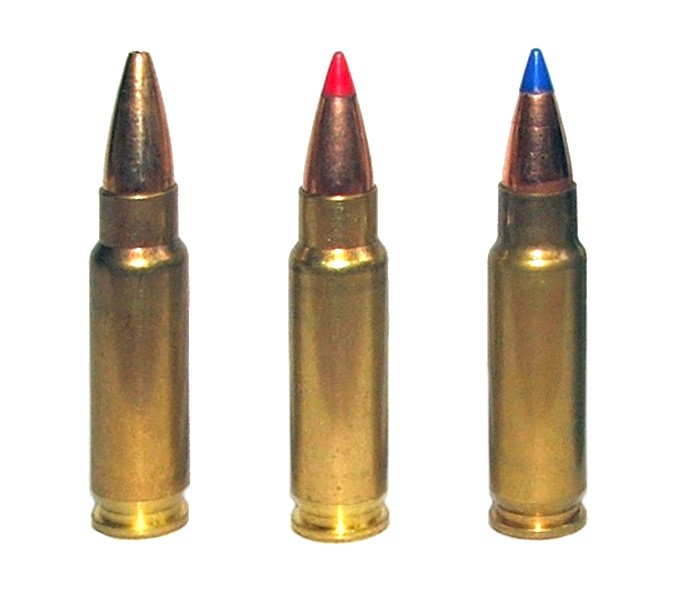
Trois des cartouches de petit calibre 5,7 × 28 mm à grande vélocité utilisées dans le P90. La cartouche de gauche a une pointe creuse, la cartouche centrale a une pointe en plastique rouge V-max et la cartouche de droite a une pointe en plastique bleu V-max1.

Le chargeur du P90 présente une capacité peu commune de 50 cartouches, quand la norme est plutôt de 30. Les munitions sont stockées dans un chargeur translucide particulièrement inhabituel. Placé au-dessus de l'arme, il contient 50 cartouches qui sont rangées perpendiculairement à l'axe du canon. Ce design inhabituel ne forme aucune protubérance et favorise la maniabilité de l'arme.
L'éjection des étuis se fait par le dessous, au niveau de la crosse. En plus d'éviter « d'arroser » les personnes se trouvant à proximité du tireur, cela permet également de régler le problème de l'éjection des étuis propre aux armes bullpup.
Le P90 est la première arme à répondre au concept de « APDW » (dérivé du Personal defense weapon ou PDW) avec le HK MP7, ce qui ne l'empêche pas d'être également parfaitement adaptée au combat en milieu clos (Close Quarter Combat ou CQB) de type bâtiment, grâce à sa maniabilité. Sa munition fait penser à une 5,56 OTAN miniature qui permet d'engager des cibles jusqu’à 200 mètres et de transpercer les protections individuelles à cette distance. Le P90 et sa munition de 5,7 X 28 ont été développés dans le but de répondre au programme de recherche CRISAT .
De plus, le P90 est ambidextre sans nécessiter une quelconque modification : c'est une arme symétrique. Le mécanisme de chargement est aux deux côtés, le sélecteur du mode de tir est directement sous la détente, le chargeur est situé au-dessus du canon, la fenêtre d’éjection sous la crosse. Tout ceci constitue un pistolet mitrailleur qui est utilisable par la main gauche ou droite.

### Accessoires

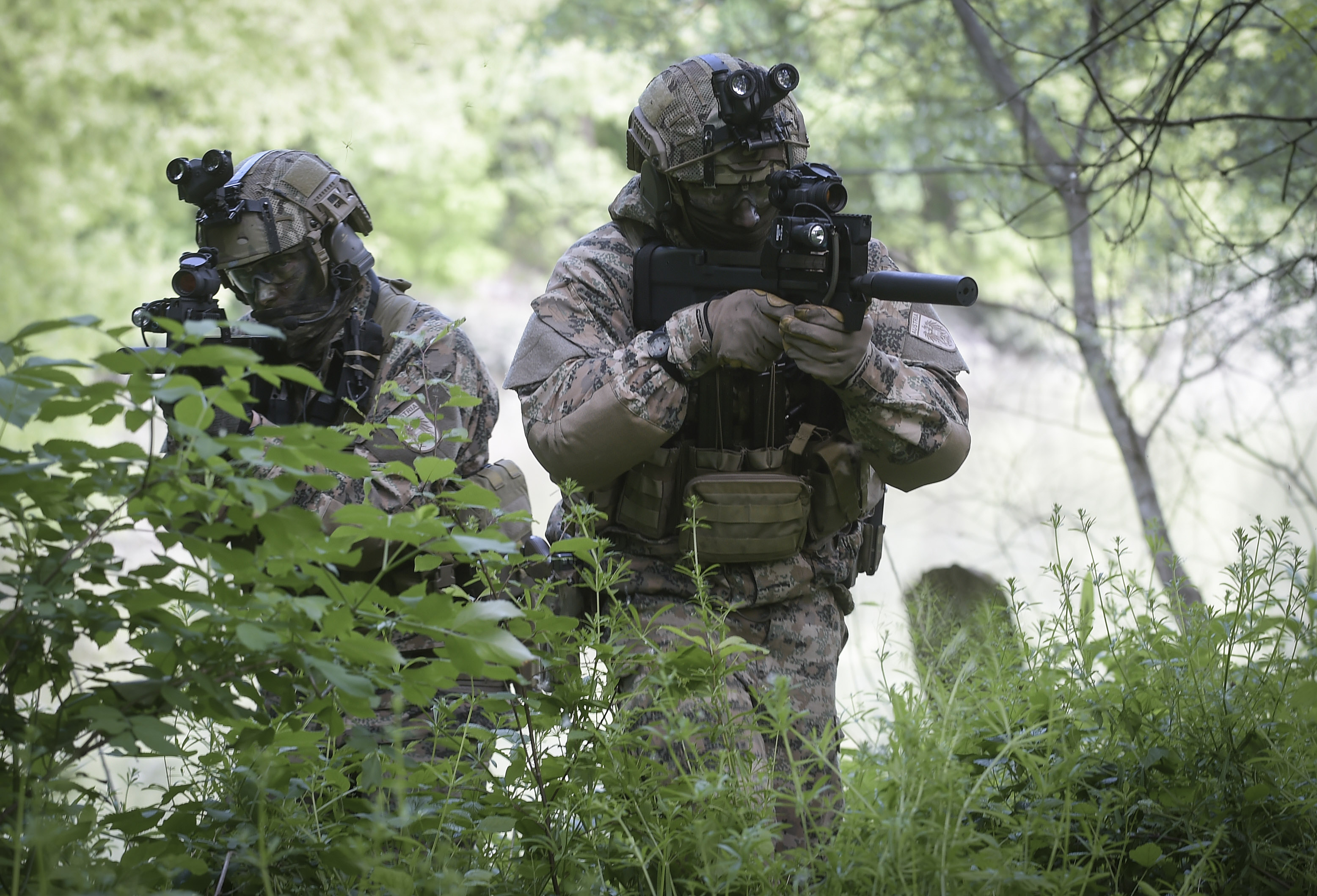
Jagdkommando autrichien équipé d'un FN P90 avec silencieux.

Le P90 offre la possibilité de monter divers accessoires. Il peut ainsi recevoir un module comprenant un désignateur laser qui est intégré à la carcasse, sous le canon. La coque supérieure permet également de fixer un rail standard de type Picatinny de chaque côté susceptible de recevoir un grand nombre d'accessoires (lampe, pointeur laser, etc.).
Le canon est équipé d'un cache-flamme et peut également recevoir un silencieux à utiliser avec une munition subsonique, long de 184 millimètres et pesant 550 grains. Un tel dispositif dégrade considérablement les performances de l'arme.
Le P90 disposait à l'origine d'une lunette sans grossissement HC-14-62 fournie par la société Ring Sight favorisant l'acquisition rapide des cibles jusqu'à une distance de 150 mètres. Le réticule de cette lunette est visible en condition de faible luminosité grâce à une illumination au tritium.
Les modèles plus récents reçoivent une lunette qui a été spécifiquement développée pour le P90. Le MC-10-80 du même constructeur qui assure l'illumination de réticule utilisé de jour par un collecteur de lumière placé à l'avant de la lunette remplace le HC-14-62 dans les armes plus récentes. Le réticule de jour est constitué de deux cercles concentriques, le premier représentant 180 minutes angulaires le second plus petit, 20. Le réticule de nuit prend la forme d'un « T » ouvert illuminé par un insert au tritium. La lunette est réglable en dérive et en élévation et peut être utilisée avec des équipements de vision nocturne. Un viseur fixe de secours est également disponible.

## Versions

### P90 automatiques

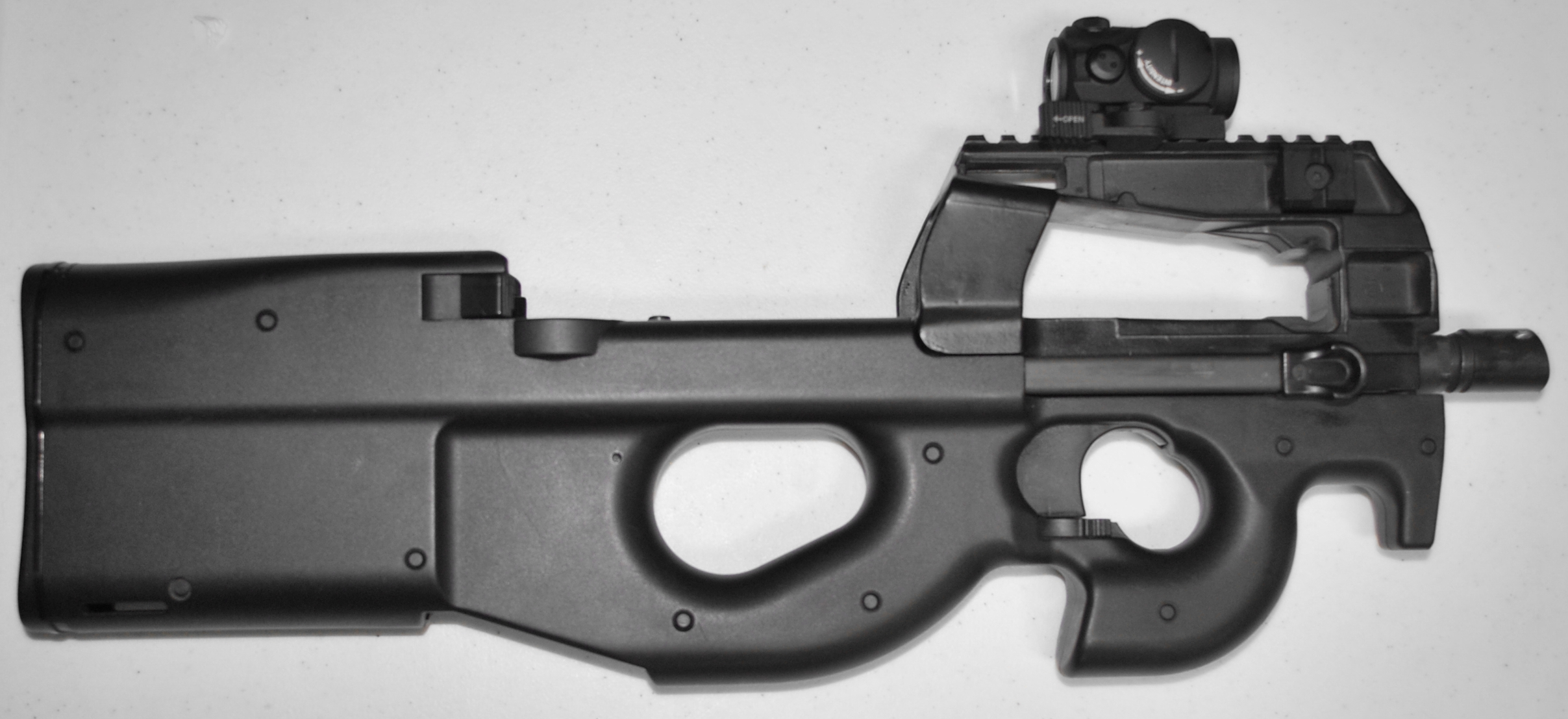
P90 TR (Triple Rail) doté d'un rail Picatinny pour y monter des accessoires, équipé d'un viseur point rouge Aimpoint.

- P90 Standard
- P90 Standard Laser visible ou IR
- P90 Tactical
- P90 Tactical  Laser visible ou IR[3]
- P90 TR (plus en production)
- P90 USG
- P90 Laserex

### PS90 semi-automatiques
- PS90 Standard
- PS90 TR
- PS90 USG

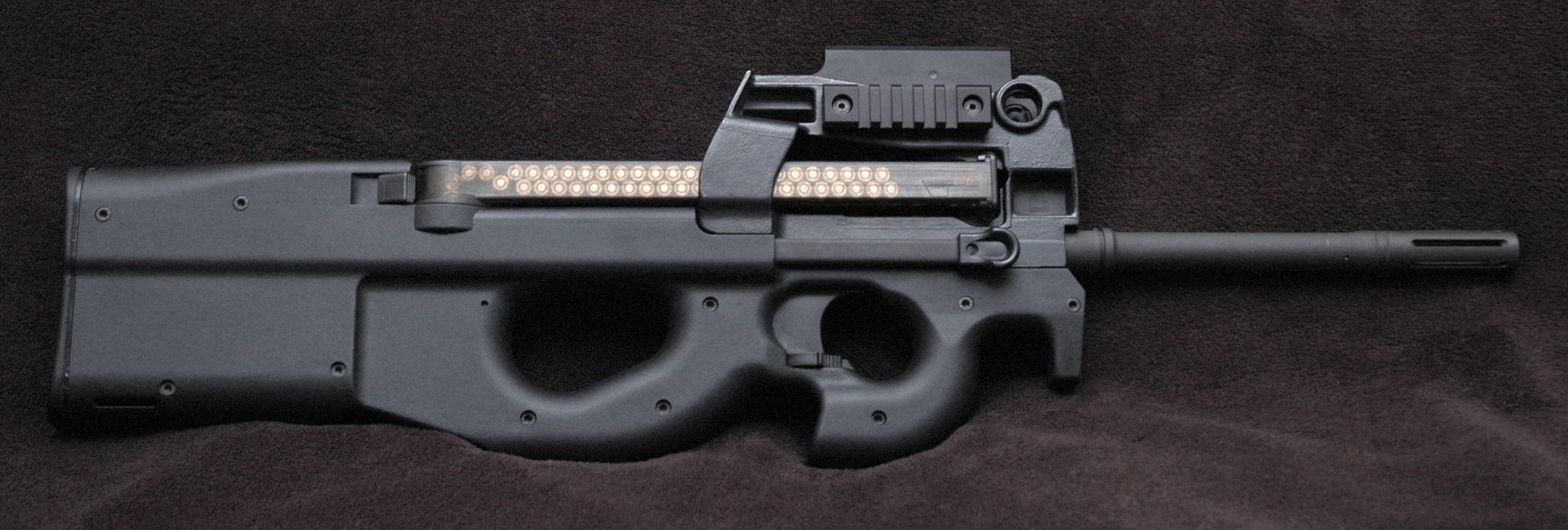
FN PS90 semi-automatique destiné au marché civil américain.

Le PS90 est avant tout destiné au marché civil américain. Il est doté d'un canon de 16,04 pouces à cache-flamme goupillé, et ne tire qu'en semi-automatique. Sa commercialisation n'est possible en France qu'avec des chargeurs de capacité moindre ; en effet, la catégorie B autorise une capacité inférieure à 30 cartouches. En France, il est toujours possible (juillet 2019), de manière parfaitement légale, de démonter le cache flamme et de recouper son canon à la longueur de 10"4 soit 26,4 cm puis de le refileter à la bouche ; il suffit alors d'y visser le cache-flamme d'origine du P90. En effet, le PS-90 à canon court est épargné de la classification en A-12, car bien que mesurant alors moins de 60 cm, sa crosse n'est ni télescopique, ni repliable, ni démontable sans outils et sans que l'arme ne perde sa fonctionnalité.
Toutefois, les tireurs sportifs français bénéficiant d'une dérogation fédérale de la Fédération française de tir pour la pratique du TSV (ou IPSC) peuvent acquérir les chargeurs d'origine de 50 cartouches, ces tireurs n'étant soumis à aucune limite de taille ou de nombre vis-à-vis des chargeurs détenus.

## Dans la culture populaire

### Cinéma
Au cinéma, le FN P90 apparait notamment dans les films suivants :
- Spawn  (1997) ;
- Taxi  (1998) ;
- Le monde ne suffit pas (1999) ;
- Taxi 2 (2000) ;
- I, Robot (2004) ;
- Babylon A.D. (2008) ;
- Iron Man 2 (2010);
- Hunger Games (2012-2015) ;
- Looper (2012) ;
- Expendables 3 (2014) ;
- Hurricane (2018) ;
- Bad Boys for Life (2020).

### Télévision
- Le FN P90 apparaît dans la série télévisée Stargate SG-1 comme l'arme utilisée par les équipes SG et Atlantis, aux côtés du HK MP5 et du Franchi SPAS 12.
- Il apparaît également dans la série Battlestar Galactica comme étant l'arme utilisée par les marines du Galactica.
- Il est également un élément important de l'intrigue d'un épisode des Experts (saison 12, épisode 9).
- Plus récemment, il est apparu dans Trepalium, Person of Interest (« P90TR » utilisé par Sameen Shaw dans l'épisode S4E09) ou encore dans Westworld (les agents de sécurité du parc l'utilisent en tant que fusil d'assaut aux côtés du FN F2000 Tactical, du FN SCAR-L et du Heckler & Koch G36C), mais aussi dans Doctor Who (saison 2, épisodes 8 et 9).

On le voit également dans la série belge-néerlandaise Undercover (saison 1, épisode 5).
- Il apparaît également dans la série :" Another life." Diffusée sur Netflix.
- Apparition dans la série Netflix "Another life", utilisée comme arme de bord et arme débarquée de la mission scientifique.

### Anime et manga
- Dans l'anime Sword Art Online Alternative Gun Gale Online, il est l'arme de prédilection de Llenn.
- Dans l'anime Gunslinger Girls, il est utilisé par Henrietta dans le premier épisode.
- Un P90 est utilisé par Maki dans l'anime Burn Up!, sorti d'ailleurs en 1991.
- Des P90 sont utilisés par des mercenaires dans l'épisode 7 du volume 1 de Love, Death and Robots (Un vieux démon).

### Jeux vidéo
Le P90 apparaît dans la majorité des jeux vidéo de guerre ou d'action à partir de 1997 avec Goldeneye 007 sur Nintendo 64, mais également :
- Battlefield 3
- Battlefield: Hardline
- Battlefield: 2042 (Portals)
- Blockade 3D
- Call of Duty
- Combat Arms
- Combat Reloaded 2
- Counter Strike
- Critical Ops
- Far Cry
- Call of Duty: Modern Warfare
- Ghost in the Shell: Stand Alone Complex - First Assault Online (en)
- série Ghost Recon :
  - Ghost Recon: Future Soldier
  - Ghost Recon Wildlands
- Grand Theft Auto: The Ballad of Gay Tony
- série Jagged Alliance
  - Jagged Alliance 2
  - Jagged Alliance: Crossfire
- Kane and Lynch: Dead Men
- saga Metal Gear Solid
  - Metal Gear Solid 2: Sons of Liberty
  - Metal Gear Solid 4: Guns of the Patriots
- Payday 2
- Perfect Dark renommé et légèrement re-stylisé pour coller à l'univers sous le nom « RC-P120 »
- saga Rainbow Six
  - Rainbow Six 3 Raven Shield
  - Rainbow Six: Siege
- SCP: Containment Breach
- Splatoon 2 renommé et re-stylisé façon jouet sous le nom « Lanceur Héroïque »
- Spec Ops: The Line
- SWAT 2, SWAT 3 et SWAT 4
- Sword Art Online: Fatal Bullet
- série Tom Clancy's The Division
  - Tom Clancy's The Division
  - Tom Clancy's The Division 2
- Uncharted: The Lost Legacy
- Urban Terror
- Warface